# Polyaryléthercétone
Les polyaryléthercétones (PAEK) sont une famille de polymères thermoplastiques semi-cristallins techniques à propriétés thermomécaniques élevées. Ils comportent un enchaînement de cycles aromatiques très stables constitués de noyaux phénylène réunis par un atome d’oxygène (éther aromatique : Ar-O-Ar) et/ou un groupe carbonyle (cétone aromatique : Ar-CO-Ar).

## Types
Les principaux polymères appartenant à cette famille sont les suivants :
| Nom                              | Sigle  | Formule développée plane |
| -------------------------------- | ------ | ------------------------ |
| Polyéthercétone                  | PEK    |                          |
| Polyétheréthercétone             | PEEK   |                          |
| Polyétheréthercétonecétone       | PEEKK  |                          |
| Polyéthercétonecétone            | PEKK   |                          |
| Polyéthercétoneéthercétonecétone | PEKEKK |                          |

Le PEEK (aussi appelé poly(éther-éther-cétone de phénylène)) est le PAEK le plus utilisé.

## Composition
Le ratio et la distribution des fonctions éther et des fonctions cétone influencent principalement la température de transition vitreuse et la température de fusion des polymères. Ceci influence leur résistance thermique et leur température de mise en forme. L’augmentation du ratio des fonctions cétone augmente la rigidité des chaînes polymères, ce qui augmente la température de transition vitreuse et la température de fusion.

## Propriétés
Sans ajout de charges ni de renfort, les polyaryléthercétones ont les propriétés suivantes :
- des propriétés mécaniques élevées dans un intervalle de température variant de −100 °C à la température de transition vitreuse comprise entre 132 °C et 187 °C ;
- une température maximale d’utilisation en service continu sans contrainte mécanique de 250 °C ;
- une excellente résistance au feu ;
- une bonne résistance chimique.

## Synthèse et production
La polymérisation des monomères peut avoir lieu en suivant une des deux voies suivantes :
- substitution nucléophile : la formation des fonctions éther a lieu durant l’étape de polymérisation ;
- substitution électrophile : la formation des fonctions carbonyle a lieu durant l’étape de polymérisation.

La mise en forme des PAEK peut avoir lieu selon les différentes méthodes de mise en forme des matières plastiques, comme l’extrusion, le moulage par injection et le moulage par compression.

## Applications
Grâce à leurs excellentes résistances mécaniques, thermiques et chimiques, ils sont utilisés dans les appareils médicaux, les pompes de produits chimiques et les composants utilisés pour les forages pétroliers comme les joints, les pièces de soupapes, les engrenages et les roulements. 